# 충청남도 동물위생시험소
충청남도 동물위생시험소(忠淸南道 動物衛生試驗所)는 충청남도의 가축 질병의 방역, 축산물 위생검사 및 인수공통전염병에 관한 시험검사와 연구를 위하여 충청남도청 산하에 설치된 사업소이다.
동물위생시험소장은 지방기술서기관이나 지방수의연구관으로 보한다.

## 연혁
- 1953년 8월 12일 충청남도가축위생시험소 설치(대전시 문화동)
- 1962년 3월 21일 농촌진흥원 가축보건소로 편입
- 1970년 6월 25일 홍성지소 설치(광천읍 소재)
- 1981년 1월 8일 아산지소 설치(배방읍 소재)
- 1981년 10월 2일 충청남도가축위생시험소로 개칭
- 1986년 1월 1일 부여지소 설치
- 1989년 1월 10일 당진지소 설치
- 1993년 12월 27일 태안지소 설치
- 1998년 9월 5일 충청남도보건환경연구원과 통합(태안지소 폐쇄), 충청남도보건환경연구원 가축위생연구부
- 1999년 6월 24일 청사이전(본소 : 대전 → 홍성, 홍성지소 : 홍성 → 공주)
- 2000년 8월 1일 충청남도축산위생연구소 발족(충청남도보건환경연구원과 분리), 가축위생시험소+축산시험장
- 2004년 12월 29일 태안지소 부활
- 2006년 4월 20일 충청남도가축위생연구소 발족, 축산시험장을 축산기술연구소로 분리
- 2008년 3월 14일 공주지소 이전 신축(금흥동 → 우성면)
- 2011년 1월 13일 정밀분석과 신설(3과 5지소)
- 2012년 6월 20일 해외전염병진단과, 역학조사과 신설(5과 5지소)
- 2015년 1월 15일 2014년 조직개편에 따라 1과(정밀분석과) 축소(4과 1실 5지소)
- 2015년 1월 23일 아산지소 이전 신축(배방읍 → 음봉면)
- 2017년 1월 1일 충청남도동물위생시험소로 명칭변경[3]
- 2019년 1월 1일 정밀분석과 부활(5과 5지소), 과명칭 변경(역학조사과 → 질병진단과)
- 2020년 10월 21일 동물위생시험소 시험검사동 준공(행정동, 시험동 업무공간 분리)
- 2021년 1월 1일 운영지원과 조류질병과 신설(7과 5지소), 과명칭 변경(해외전염병진단과 → 해외전염병과)

## 조직
소장
- 운영지원과
- 방역과
- 해외전염병과
- 조류질병과
- 질병진단과
- 축산물위생과
- 정밀분석과

### 지소
- 공주지소
- 아산지소
- 당진지소
- 부여지소
- 태안지소

## 사진

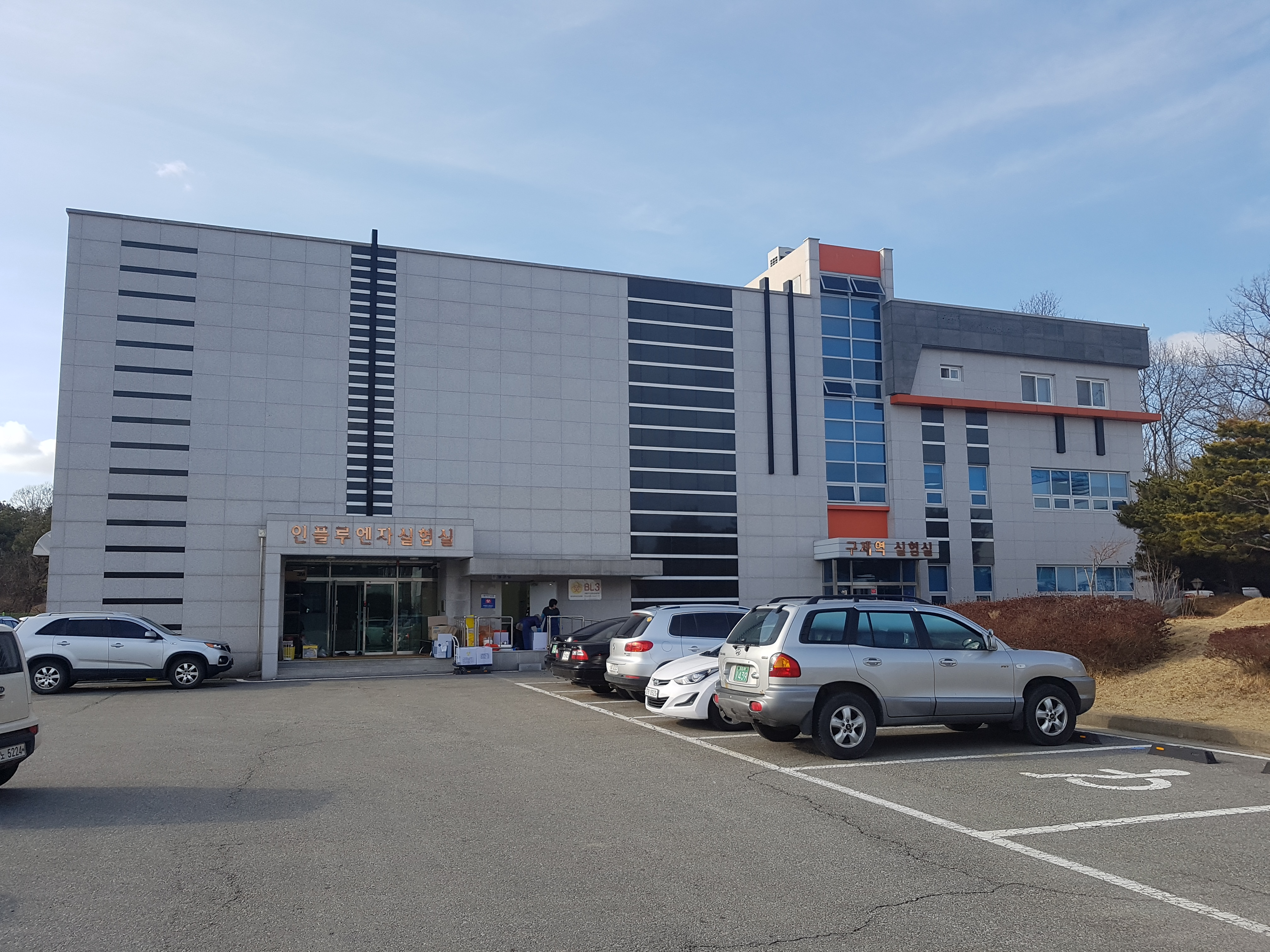
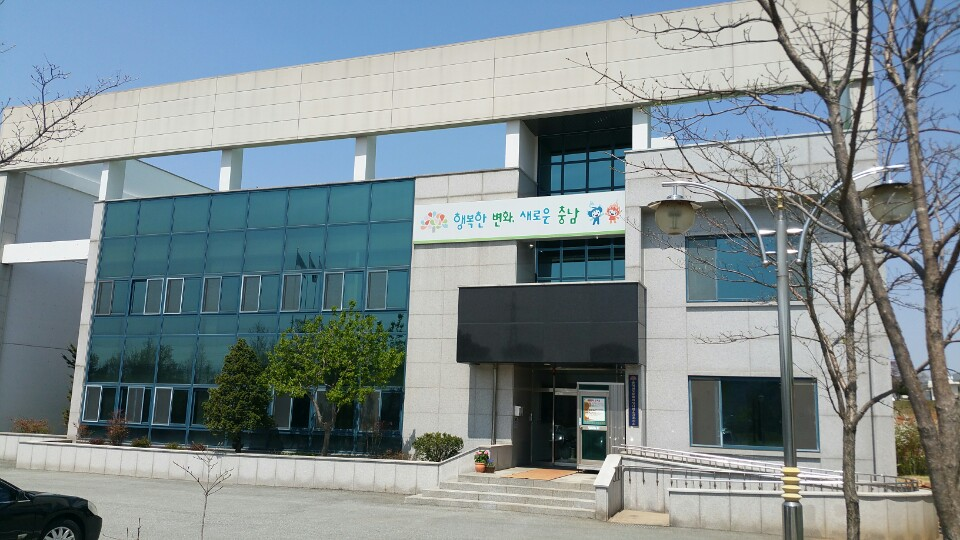
공주지소
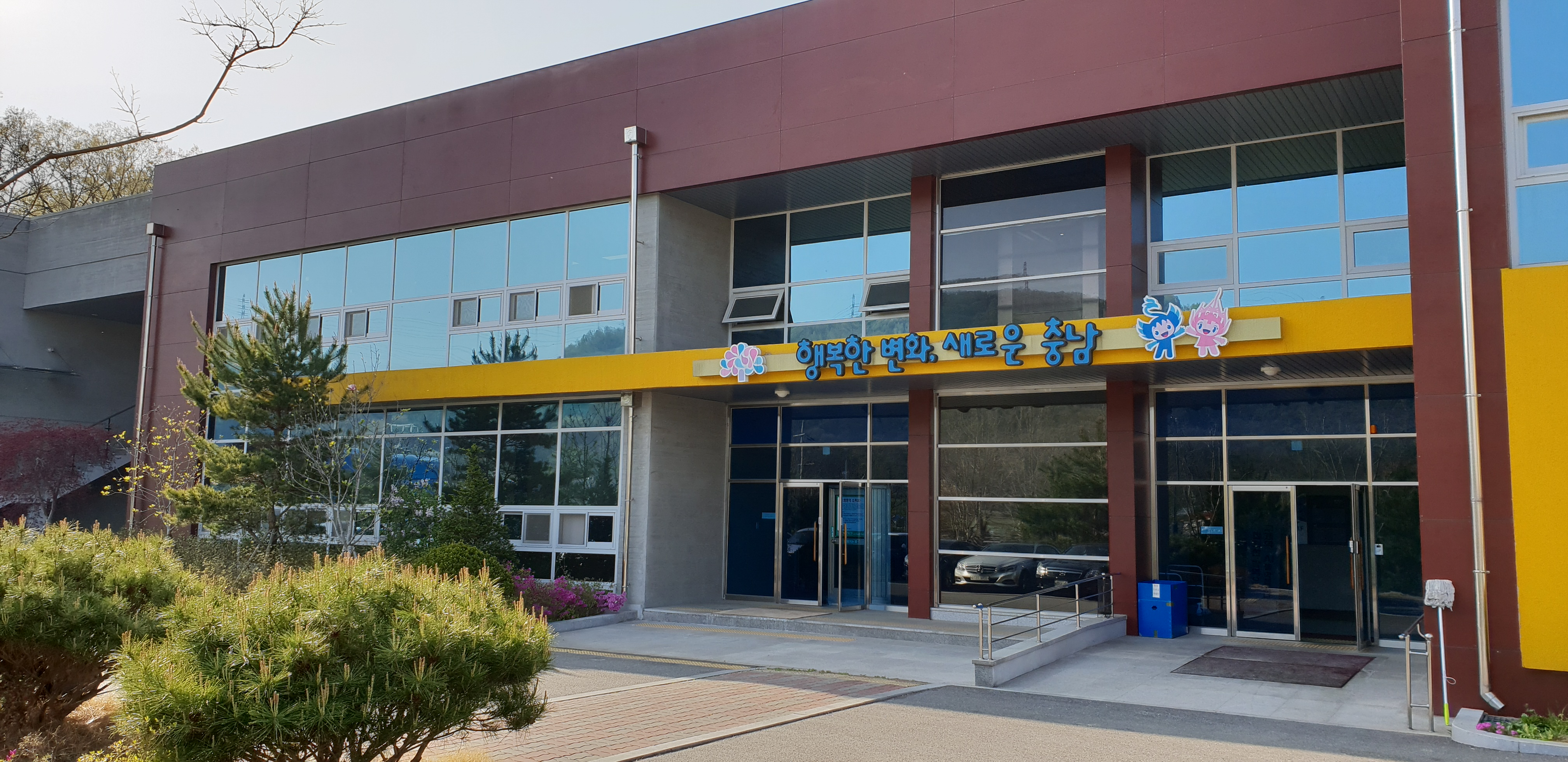
아산지소
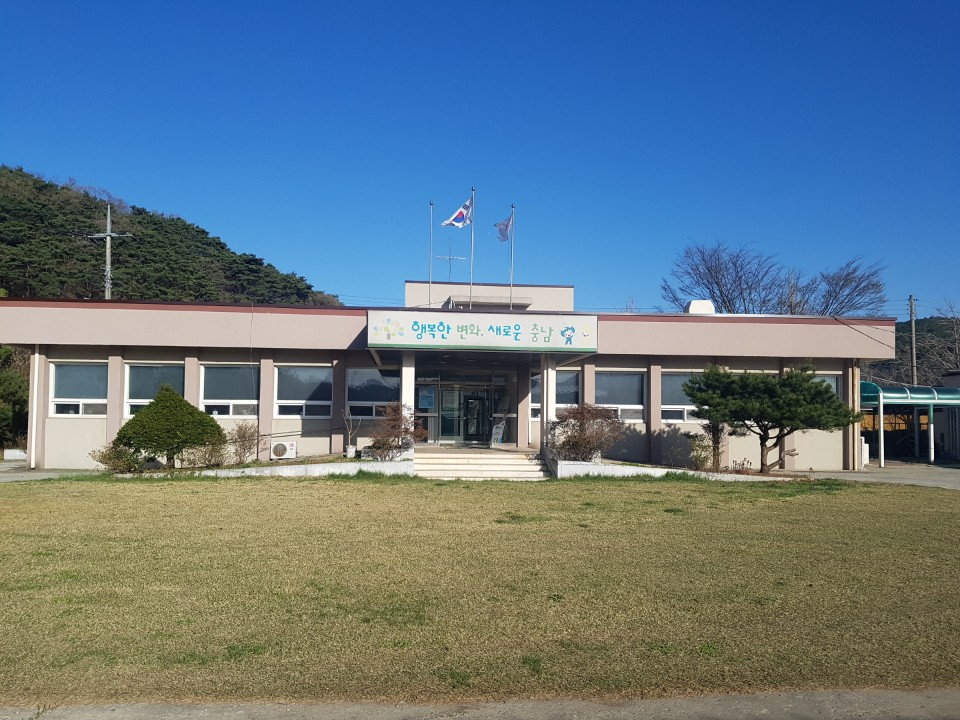
당진지소
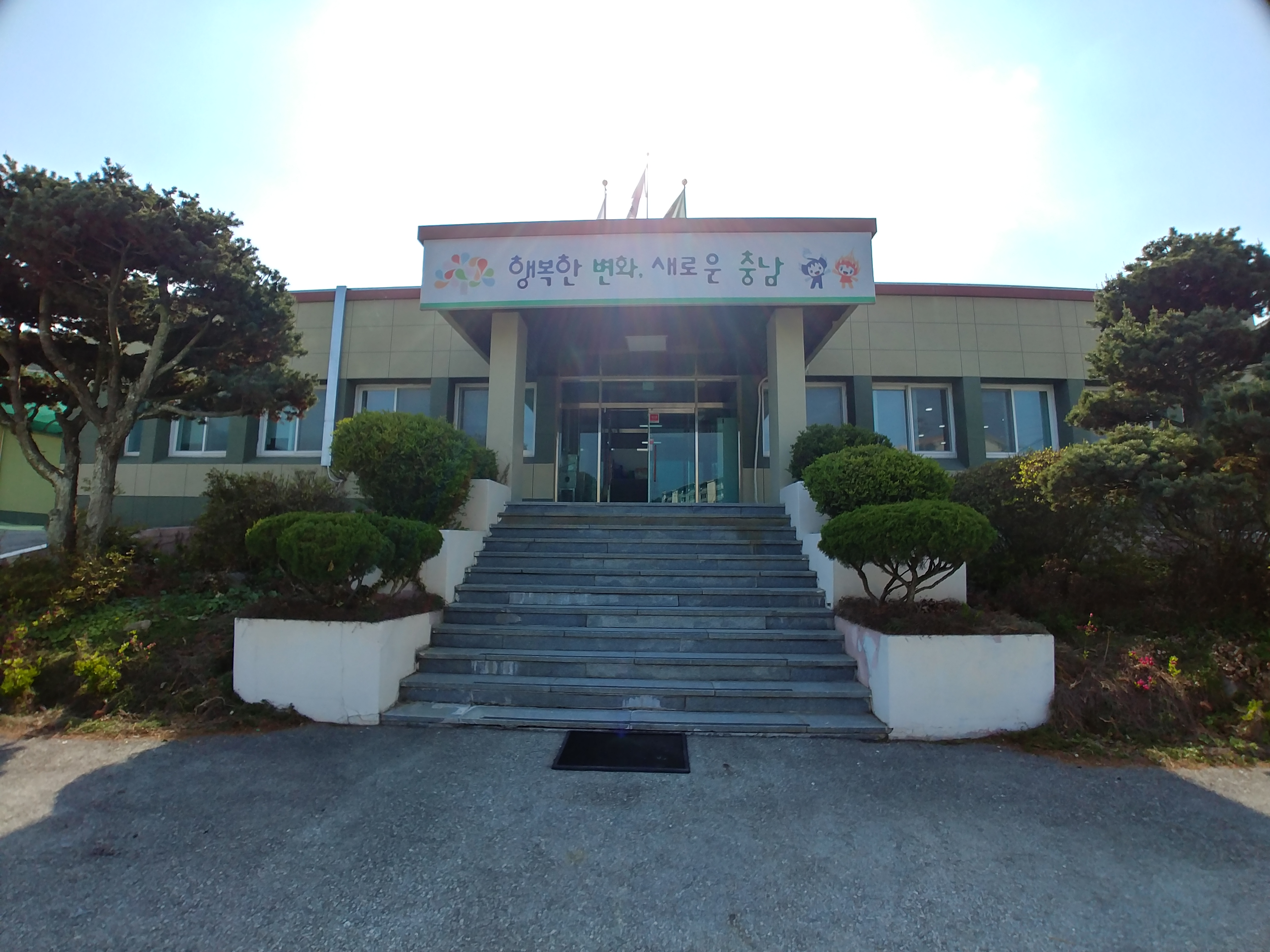
부여지소
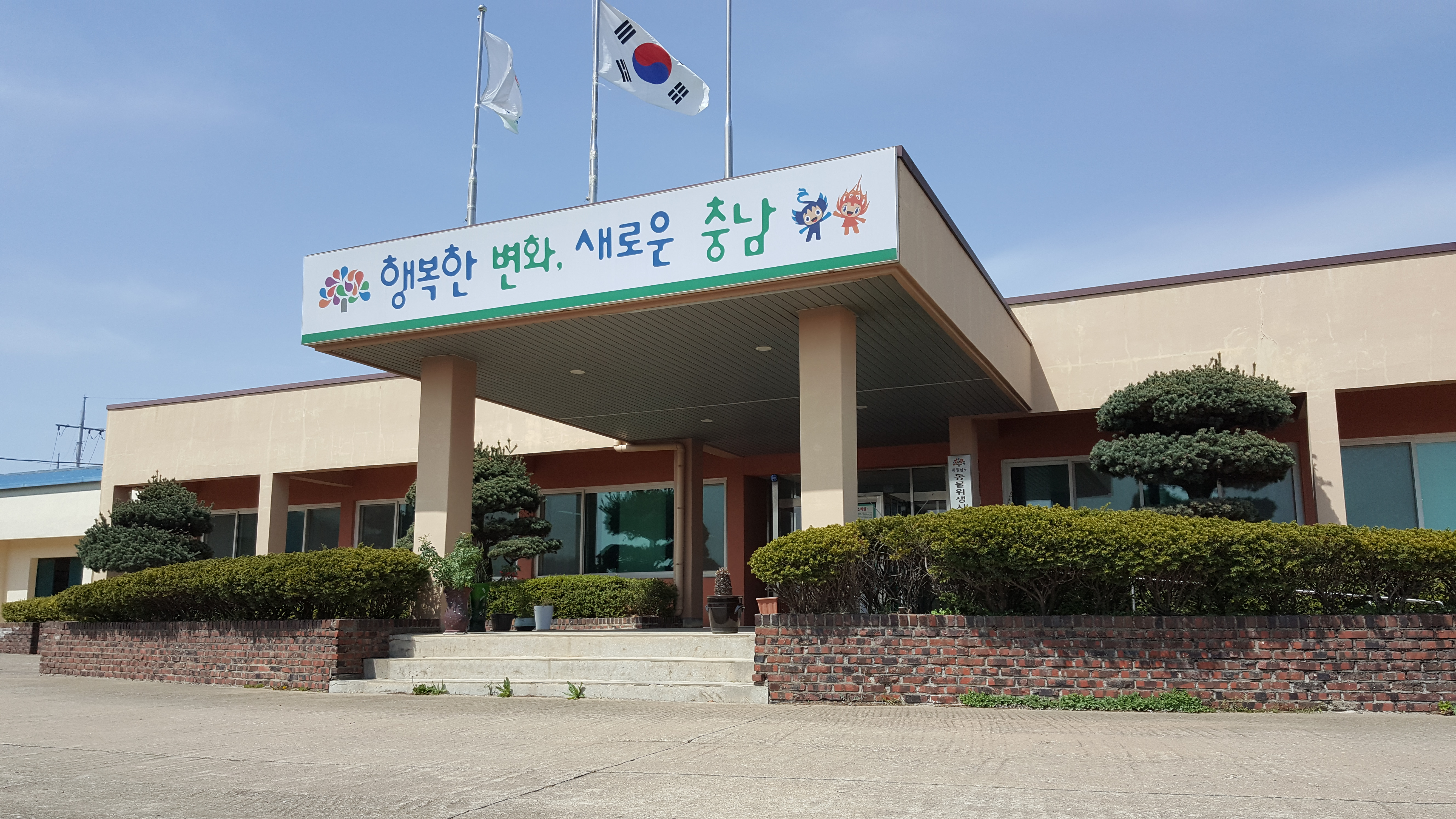
태안지소